# 神戸市主要地方道長田楠日尾線
神戸市主要地方道長田楠日尾線（こうべししゅようちほうどうながたくすのきひおせん）は、兵庫県神戸市長田区から同市灘区に至る市道（主要地方道）。

## 概要
阪神間を東西に貫通する都市計画道路の1つである山手幹線のうち、神戸市長田区から灘区までの区間の大半が本路線に指定されている。ただし、兵庫県庁付近の下山手通6丁目交差点から中山手通4丁目交差点までの区間と、加納町3丁目交差点から阪急王子公園駅前交差点までの区間では山手幹線とは別経路となる。「山手幹線」の名のとおり、神戸市の市街地のうち山手側を通っている。

### 路線状況
起点の国道28号・兵庫県道21号神戸明石線と接続する長田区長田交差点を北西に進み、すぐに長田神社南交差点で北東に曲がる。ここから兵庫県庁南側まで神戸市営地下鉄西神・山手線が本路線の地下を通る。湊川公園、大倉山公園といった神戸市を代表する都市公園の近くを通過し、下山手通6丁目交差点で山手幹線と一旦分かれ、細い片側1車線の道路となり、兵庫県庁の南側で三宮駅に向かう地下鉄線と分かれ、中山手通4丁目交差点で山手幹線と合流する。生田神社の裏を通り、加納町3丁目交差点で北に曲がって再度山手幹線と分かれ、フラワーロードを経由して新神戸駅前の布引交差点付近で東に折れる。ここから本路線の単独区間となり、「原田線」の通称で呼ばれる。王子動物園前を通り、阪急王子公園駅前交差点で再度山手幹線と合流し、終点の灘区六甲口交差点に至り、神戸市主要地方道神戸六甲線に接続する。都市計画道路としての山手幹線はそのまま東灘区、芦屋市、西宮市を経て尼崎市まで東に延びる。

### 路線データ
- 起点 : 神戸市長田区（長田交差点、国道28号・兵庫県道21号神戸明石線交点）
- 終点 : 神戸市灘区（六甲口交差点、神戸市主要地方道神戸六甲線交点）[7]
- 路線延長 : 9.6 km[8]

## 歴史
- 1954年（昭和29年）1月20日 - 昭和29年建設省告示第16号「主要な都道府県道及び市道」において、神戸市道将軍通山手線（神戸市長田区 - 神戸市灘区）が長田楠日尾線として主要地方道に指定される

## 地理

### 通過する自治体
- 神戸市（長田区 - 兵庫区 - 中央区 - 灘区）

### 交差する道路
- 国道28号・兵庫県道21号神戸明石線（長田交差点）
- 山手幹線（長田交差点 - 下山手通6丁目交差点、中山手通4丁目交差点 - 加納町3丁目交差点、阪急王子公園駅前交差点 - 六甲口交差点：重複区間）
- 国道428号（有馬街道、楠町6丁目交差点）
- 兵庫県道30号新神戸停車場線（フラワーロード、加納町3丁目交差点 - 布引交差点：重複区間）
- 神戸市主要地方道山麓線（名称無し交差点 - 布引交差点：重複区間）
- 山麓バイパス（三宮出口）
- 阪神高速32号新神戸トンネル（新神戸駅出口）
- 神戸市主要地方道神戸六甲線（六甲口交差点）

### 沿線
- 阪神神戸高速線高速長田駅
- 神戸市営地下鉄西神・山手線長田駅・上沢駅・湊川公園駅・大倉山駅・県庁前駅・新神戸駅
- 神戸電鉄有馬線・神戸高速線湊川駅
- 湊川公園
- 大倉山公園
  - 神戸文化ホール
  - 神戸市立中央図書館
  - 神戸市立中央体育館
- 兵庫県庁
- 兵庫県警察本部
- 生田神社
- 山陽新幹線新神戸駅
- 神戸市立王子動物園
- 横尾忠則現代美術館
- 阪急神戸本線王子公園駅